# Панигина (Форли-Чезена)
Панигина (итал. Panighina) је насеље у Италији у округу Форли-Чезена, региону Емилија-Ромања.
Према процени из 2011. у насељу је живело 1195 становника. Насеље се налази на надморској висини од 28 м.